# Episodi di Benvenuti a tavola - Nord vs Sud (seconda stagione)
La seconda stagione della serie televisiva Benvenuti a tavola - Nord vs Sud, composta da diciotto episodi, è stata trasmessa dall'11 aprile al 4 giugno 2013 su Canale 5.
| nº | Titolo                       | Prima visione  |
| -- | ---------------------------- | -------------- |
| 1  | Arrivi e partenze            | 11 aprile 2013 |
| 2  | La prima stella              | 11 aprile 2013 |
| 3  | Come Beethoven               | 16 aprile 2013 |
| 4  | Il complotto                 | 16 aprile 2013 |
| 5  | Come ci chiameremo?          | 23 aprile 2013 |
| 6  | Tutti a Pollica              | 23 aprile 2013 |
| 7  | Can che abbaia, non morde    | 30 aprile 2013 |
| 8  | 47 morto che parla           | 30 aprile 2013 |
| 9  | La trappola                  | 7 maggio 2013  |
| 10 | Una bella sorpresa           | 7 maggio 2013  |
| 11 | San Valentino                | 14 maggio 2013 |
| 12 | Mangiare bene, vivere bene   | 14 maggio 2013 |
| 13 | L'amore è un boomerang       | 21 maggio 2013 |
| 14 | Un quarto d'ora di celebrità | 21 maggio 2013 |
| 15 | Inganni e sorprese           | 28 maggio 2013 |
| 16 | La corsa contro il tempo     | 28 maggio 2013 |
| 17 | Chi parte e chi resta        | 4 giugno 2013  |
| 18 | Un matrimonio indiano        | 4 giugno 2013  |

## Arrivi e partenze

### Trama
Paolo Perrone e Carlo Conforti ritornano a sfidarsi nella loro famosa piazzetta a colpi di ricette di cucina, idee geniali ma anche piccoli e grandi colpi bassi, dettati dal bisogno di prevalere sull'altro nonostante, a loro modo, si vogliano anche bene. La crisi colpisce forte e Leone nasconde i problemi economici del Meneghino a tutto il suo entourage e anche a sua figlia, ma, alle prese con un indebitamento crescente appare sempre più preoccupato e senza risorse. Dai Perrone, invece, è arrivato, o per meglio dire, si è parassitato il cugino di Paolo, Emilio: aspirante attore imbranato ma simpatico guascone e improbabile seduttore; Paolo resta positivo e crede nella la filosofia della genuinità della cucina per contrastare i tempi duri. I clienti del Meneghino intanto diventano sempre più bizzarri: Renato cura con molta attenzione una ricca Signora che cena sempre con il suo cane Fuffi poiché elargisce laute mance, e tutti, devono sopportare il volgarissimo Rocco Spaziani, romano arricchito, i cui conti però sono sempre ben sopra la media degli altri clienti. È tempo anche di addii o di arrivederci. Alessia e Federico decidono di separarsi per garantirsi di affrontare la vita con maggiore libertà, anche perché lui decide di andare all'estero per frequentare un corso di fotografia, mentre Lucia si appresta a lasciare Milano per partire alla volta della Spagna. La donna però ha già pensato a tutto e, per non lasciare un vuoto in cucina, prima della sua partenza fa arrivare dai Perrone Irene, la sua affascinante amica di Barcellona con cui scambia temporaneamente il percorso di vita. Filippo e Giovanna, intanto, frequentano entrambi il campo della scuola del Milan: il piccolo Perrone prosegue con successo la carriera di giovanissima promessa mentre sua sorella si invaghisce di un aitante calciatore della primavera Ivan, che sembra ricambiarla. Emilio continua a fare disastri in cucina a cui Paolo pone rimedio con difficoltà e ha un colpo di fulmine per una giovane ed avvenente cliente, Maddy con la quale finge di essere il proprietario del ristorante. Mentre è intento a fare il cascamorto c'è però una ragazza incinta che lo osserva partecipe fuori dal locale, ma si dilegua prima che Emilio se ne accorga. Il sogno, e il cruccio, che accomuna Paolo e Carlo è però sempre lo stesso, raggiungere la Stella Michelin; entrambi scrutano i clienti cercando di capire se tra essi possa nascondersi uno degli ispettori, infatti, Paolo non sa che da qualche giorno siede spesso ai tavoli del suo ristorante una donna, che, oltre ad elargire complimenti ad Alessia con cui ha simpatizzato e alla cucina dei Perrone, continua a prendere annotazioni sui piatti con aria molto soddisfatta. Al Meneghino invece si respira un'aria completamente diversa: Leone è costretto a mettersi nelle mani di Peppe "O scamiciato", uno strozzino senza scrupoli che rivela subito la sua pericolosità.
- Ascolti: telespettatori 3.585.000 – share 13.49%[1]

## La prima stella

### Trama
I nostri chef si sfidano questa volta a colpi di parmigiano reggiano e il duello finisce in parità. Intanto Leone, e di conseguenza il Meneghino, sono sempre più indebitati, Borzacchini vuole che si risparmi in ogni modo e ciò innervosisce Elisabetta e Carlo che ancora non conoscono la gravità della situazione. Dai Perrone invece si respira una buona atmosfera grazie anche alla verve di Irene. Emilio inizia a provarci con la spagnola, seppure il suo primo obiettivo rimane quello di corteggiare a suon di bugie la bella Maddy. Renato, rimasto malissimo per l'allontanamento improvviso della fidanzata a lui rivelato solo con una lettera d'addio recapitatagli successivamente, appare inconsolabile ed è anche arrabbiato con Irene, rea secondo lui, di aver causato l'allontanamento della sua ragazza. Presto però la simpatia e l'avvenenza di Irene faranno breccia anche su Renato e il loro rapporto diventerà meno teso. Alessia ottiene finalmente il permesso di partire per frequentare una scuola di cucina in Francia: un riluttante Paolo viene convinto come spesso accade da sua moglie Anna, che ha avuto anche l'idea di prendere un terreno parrocchiale, facendolo diventare un orto per la loro cucina. Paolo si distrae così continuando a diffondere la filosofia di una cucina sana e genuina, anche al campo di calcio dove si allena suo figlio e dove Giovanna e Ivan continuano a flirtare, nonostante il disappunto dell'amica Cinzia. Carlo Conforti si dimostra sensibile con il piccolo Filippo Perrone che inizia a subire le prime "pressioni" da calciatore, ma quando arriva la sorprendente notizia che Paolo ha ricevuto la stella Michelin non riesce ad unirsi ai roboanti festeggiamenti in piazzetta dei Perrone, anzi lo shock lo priva momentaneamente della percezione dei sapori e degli odori.
- Ascolti: telespettatori 3.585.000 – share 13.49%[1]

## Come Beethoven

### Trama
Affetto da anosmia psicosomatica, Carlo chiede ad Elisabetta di mantenere il segreto sulle sue incapacità percettive e di aiutarlo in cucina, assaggiando tutto al suo posto; nel frattempo arriva ai Perrone una lettera anonima proveniente da Barcellona che avvisa di come Irene sia una rovina famiglie, questa però è letta solo da Anna che si preoccupa immediatamente e, parlandone con Elisabetta, decide di tenere d'occhio Irene temendo per il rapporto con il marito.
Al Meneghino, invece, Renato si occupa della ricerca della nuova cameriera anche perché vuole distrarsi dopo la rottura con la sua fidanzata; Maddy, ormai cliente fissa dei Perrone, continua a non pagare il conto poiché invitata da Emilio che continua a spacciarsi per il proprietario.
Paolo si accorge che il cugino cercando di conquistare la ragazza, non le ha mai fatto pagare il conto così, smaschera Emilio di fronte alla donna che, infuriata, va via e nel litigio con Emilio promette di ripagare i conti "offerti" da lui; sentendo che la donna è in cerca di un'occupazione, Carlo immediatamente le propone di far parte del personale di sala, cosa accettata subito da Maddy.
Renato comincia a portare la cena a domicilio alla sua cliente facoltosa, che però dopo qualche giorno muore, lasciandogli, fino all'apertura del testamento, il suo cane Fuffy questo porterà a delle incomprensioni con Carlo; nel frattempo, lo chef del Meneghino, continua ad avere problemi in cucina, a causa della privazione momentaneamente della percezione dei sapori e degli odori, e in un'occasione inserisce del coriandolo in un piatto di ravioli.
- Ascolti: telespettatori 3.698.000 – share 14.36%[2]

## Il complotto

### Trama
Per far fare una brutta figura a Paolo, Carlo si spaccia per lui con una giornalista di una famosa rivista di cucina, giunta lì ad intervistare Paolo, dopo l'assegnazione della stella, inconsapevole dello scambio d'identità.
Paolo si reca ad una partita di Filippo, per distribuire le merende, e mentre guarda il figlio giocare, il bambino, prima di tirare un rigore, sviene.
Giunti in ospedale i Perrone, insieme a Carlo, vengono a conoscenza che il bambino ha avuto solamente dell'ansia da prestazione, poiché molto probabilmente stressato per il ruolo che ricopre all'interno della squadra; in ospedale Giovanna incontra Ivan, che preoccupato ha seguito la famiglia dal campo di calcio, i due parlano e Giovanna è sempre più presa dal ragazzo.
Tornato al suo ristorante, Paolo legge casualmente l'intervista rilasciata, al posto suo, da Carlo; furioso per la pessima figura fatta, l'uomo decide di chiamare la giornalista ed invitarla al ristorante per rifare l'intervista.
Renato cerca in tutti i modi di sbarazzarsi di Fuffy ma, non ci riesce perché controllato a vista da Irene che, ha intuito le sue intenzioni; l'uomo all'apertura del testamento, apprende che per prendersi cura dell'animale potrà avere la somma di trecento mila euro qualora continui a prendersi ottima cura del cane.
Leone continua a elargire denaro allo strozzino ma, per gli alti interessi, è incapace di chiudere il suo debito; tornato dopo l'incontro con l'uomo, propone a Carlo di fondere il loro ristorante con quello di Paolo per ammortizzare le spese, lo chef però non prende neppure in considerazione la sua idea; grazie ai suoi piatti, Paolo conquista la giornalista che, notevolmente soddisfatta lo intervista.
Emilio cerca di conquistare Maddy e per farsi perdonare le regala un mazzo di rose; nel frattempo Carlo organizza un piano con Renato e finge di accettare la proposta di fusione di Leone.
- Ascolti: telespettatori 3.698.000 – share 14.36%[2]

## Come ci chiameremo?

### Trama
Carlo e Renato continuano la loro idea di fondere il Meneghino con il ristorante dei Perrone, ma con i trecento mila euro che Renato avrà dal testamento rileveranno il ristorante nemico, proprio dopo il patto di fusione; a questa notizia di fusione però Paolo si rifiuta.
Giovanna continua a flirtare, al campo di calcio di Filippo, con Ivan che interessato alla ragazza la invita a mangiare una pizza; la ragazza però insicura sul suo aspetto fisico non si presenta all'appuntamento.
Volendo rendere il suo ristorante superiore a quello di Carlo, Paolo chiama un architetto per rinnovare il suo locale; vedendoli troppo impegnati Emilio, non consegna tempestivamente al cugino una raccomandata molto importante.
Anna e Paolo scoprono, troppo tardi, il contenuto della raccomandata, hanno difatti pochi giorni per saldare l'ipoteca sul ristorante prima che questo finisca all'asta; disperati i due decidono di accettare la proposta di fusione di Carlo.
Dopo diverse ore, passate a decidere il nome e il menù del loro grande ristorante, Carlo e Paolo si accordano e decidono di andare da un notaio, l'unica condizione imposta da Paolo, è che sia un suo notaio di fiducia di Pollica.
- Ascolti: telespettatori 3.355.000 – share 12.56%[3]

## Tutti a Pollica

### Trama
I Conforti e i Perrone partono per Pollica per incontrare il notaio di fiducia di Paolo, i due lasciano i loro ristoranti nelle mani di Renato e Irene; Carlo durante il viaggio fa troppo affidamento ai luoghi comuni sul sud, come parcheggiare in posti non consentiti e guidare senza cintura, e tutte le volte viene smentito. Una volta arrivati vengono accolti dalle zie di Paolo che ospitano anche i Conforti e li deliziano con la loro cucina, pur però rimanendo entrambe diffidenti nei confronti di Carlo.
Passeggiando per le strade di Pollica, Paolo scorge un manifesto con la foto dei Bertolazzi ricercati da qualcuno e, recatosi con Carlo nell'abitazione dei Bertolazzi, scopre che i due sono ricercati da un'altra famiglia di Battipaglia imbrogliati dalla coppia e lasciati con un'ipoteca da pagare.
Dopo aver temuto il peggio, Carlo e Paolo chiariscono di essere anche loro vittime dei Bertolazzi, e non loro complici, e di non sapere dove possano essere così pranzano insieme alla famiglia campana.
A Milano nel frattempo, Emilio cerca di far ingelosire Maddy con la complicità di Irene; i due ballano un tango durante la serata proprio mentre Maddy li guarda, la ragazza però non sembra gelosa cosa che invece non si può dire di Renato che si ingelosisce a guardare la coppia.
Giovanna e Filippo ritrovano, a Pollica, i loro vecchi amici; la ragazza in particolare si rivede con la sua vecchia fiamma Matteo e dopo aver scoperto che il ragazzo nel frattempo si è sposato, poiché aspetta un figlio, capisce di essere andata avanti e di averlo dimenticato.
Il giorno seguente, prima dell'incontro con il notaio, Carlo si accorda telefonicamente con Renato riguardo al loro piano di imbrogliare i Perrone, con l'aumento del capitale, non appena incassata la quota del testamento di Fuffy; la conversazione viene ascoltata casualmente da Giovanna che, capito il pericolo, corre ad avvisare il padre appena in tempo prima della firma.
Scoperto l'imbroglio, Paolo e Anna si rifiutano di firmare per la fusione e chiudono ogni rapporto con i Conforti.
- Ascolti: telespettatori 3.355.000 – share 12.56%[3]

## Can che abbaia, non morde

### Trama
Dopo essere stati imbrogliati da Carlo, Paolo ed Anna cercano disperatamente un modo per trovare i quindici mila euro necessari a salvare il ristorante prima che vada all'asta; con grande dispiacere Anna decide di mettere all'asta dei gioielli preziosissimi che le ha lasciato sua nonna.
Renato confida a Carlo di sapere della sua anosmia, i due successivamente si accordano dei cambiamenti sul Meneghino una volta incassata la quota del cane.
Leone non appena scopre che Renato deve incassare, a giorni, trecento mila euro, propone all'uomo un affare ovvero vendergli per quella somma tutte le sue quote del Meneghino; nel frattempo Emilio viene accompagnato da Maddy ad un provino, il regista dopo aver visto la ragazza le propone un ruolo e successivamente le fa delle avances e, prontamente, viene stordito con un pugno da Emilio che prende le sue difese.
Anna continua la sua missione segreta nei confronti di Irene, in seguito ad una nuova lettera anonima proveniente dalla Spagna; la donna decide di recarsi di nascosto nell'appartamento di Irene per trovare delle prove che confermino quanto detto nelle lettere e difatti Anna trova delle foto che mostrano il nome dei ristoranti coincidenti con quelli citati.
Proprio prima di recarsi dal notaio, Fuffy viene investito e muore; Renato decide così di imbrogliare comprando un cane identico a Fuffy ma, essendo femmina viene scoperto e non riceve la quota promessa.
I gioielli della nonna di Anna sono comprati da Spaziani per sedici mila euro, risolvendo così i problemi dei Perrone; Irene scopre che Emilio ha ingannato Maddy costruendo una messa in scena poiché il registra era un suo amico.
Renato non avendo più i soldi è costretto a rifiutare l'offerta di Leone e dopo aver confessato a Carlo di non poter partecipare al loro piano di comprare all'asta il ristorante dei Perrone viene licenziato dal Meneghino dopo un litigio con Carlo; l'uomo arrabbiato nella sua cucina si sfoga con Elisabetta e accidentalmente sbatte la faccia contro lo sportello del forno, questo però lo fa guarire dalla sua anosmia.
- Ascolti: telespettatori 3.144.000 – share 11.77%[4]

## 47 morto che parla

### Trama
Incapace di saldare il suo debito con gli strozzini, Leone ha una frattura al braccio poiché minacciato violentemente dagli stessi ed intimato di avere ancora un giorno per ripagarli; Renato lascia il suo cane ad Emilio che lo nasconde in casa di Paolo.
Paolo si accorge che Anna tratta male Irene e dopo averle chiesto spiegazioni la donna gli rivela delle lettere anonime, l'uomo però rassicura la moglie chiarendo che non è attratto da Irene; Giovanna si prepara per assistere alla partita di calcio di Filippo e, sapendo di incontrare Ivan, cambia il suo look.
Carlo sentendo la mancanza del suo amico Renato, lo cerca per tutta Milano, trovandolo in una tavola calda cinese; l'uomo offre all'amico di tornare nel suo ristorante.
Paolo perde il grande ritorno in campo di Filippo perché, si reca da un allevatore dove acquista una particolare gallina che fa le uova al suono di musica latina; a fine partita Ivan parla con Giovanna e la invita ad una sua partita per la settimana successiva, la ragazza accetta e si scusa per avergli dato buca al precedente appuntamento.
Leone parlando casualmente con Spaziani risolve i suoi problemi monetari, l'uomo infatti intuendo che il vecchio proprietario del Meneghino ha problemi con gli strozzini si offre di prestargli i soldi, in cambio vuole essere rispettato e trattato bene nel suo ristorante; Spaziani rimane d'accordo, con Leone, di dargli il denaro dopo cena ma, nel frattempo, prende delle pasticche insieme a due accompagnatrici.
Alla chiusura del Meneghino vedendo che Spaziani è l'ultimo rimasto al suo tavolo, e credendolo ubriaco, Renato e Carlo lo prendono in giro per poi accorgersi che invece l'uomo è deceduto; per non avere pubblicità negativa per l'accaduto i due spostano il corpo nel ristorante di Paolo e rientrano al Meneghino per chiamare la polizia.
All'arrivo della polizia i due scoprono che il corpo di Spaziani è nuovamente all'esterno del loro ristorante così devono recarsi in centrale per rispondere alle domande della polizia; Paolo rivela ad Anna di aver spostato Spaziani nuovamente nel ristorante di Carlo per vendicarsi.
Leone disperato per la morte di Spaziani è ancora nei guai per il suo enorme debito con gli strozzini che decidono di prendersi il ristorante.
- Ascolti: telespettatori 3.144.000 – share 11.77%[4]

## La trappola

### Trama
Leone decide di confessare i suoi problemi con gli strozzini alla polizia che mette sotto controllo il ristorante riempiendolo di microfoni; Carlo decide di riappacificarsi con Paolo regalandogli un tartufo che gli aveva appositamente sottratto al mercato.
Giovanna, che sta organizzando con Cinzia una festa rock, si reca, in ritardo, alla partita di Ivan giusto in tempo però per tirare su il morale del ragazzo che segna un gol e vincendo la partita; il ragazzo la invita a casa sua per una cena.
La trappola organizzata dalla polizia va avanti e Peppe "O scamiciato" viene invitato a cenare al Meneghino con l'intento di avere le prove del suo strozzinaggio; l'uomo viene riconosciuto dai Perrone che avvertono Carlo, ignaro di tutto, e costringono così a far confessare tutto a Leone.
Venuti a conoscenza del piano della polizia, Carlo e Paolo decidono di fingersi anche loro degli strozzini per far parlare Peppe; nel frattempo Maddy scopre la messa in scena di Emilio con il suo amico regista e litiga con il ragazzo.
Giovanna e Ivan dopo la loro cena romantica si baciano e vanno a letto insieme; il piano di Carlo e Paolo riesce perfettamente facendo confessare, involontariamente, a Peppe tutti i dettagli sull'accordo con Leone e così viene prontamente arrestato dalla polizia.
Dopo l'avventura Leone decide di prendersi una pausa e di andare in vacanza, lasciando per un po' il ristorante; nel frattempo Anna confessa ad Irene di aver ricevuto le lettere anonime e la donna, prontamente, le dice di essere perseguitata da un suo ex fidanzato, autore delle lettere, da cui sta scappando così, per aiutarla, Emilio propone un finto matrimonio con lui per sistemare l'uomo una volta per tutte.
- Ascolti: telespettatori 3.073.000 – share 11.88%[5]

## Una bella sorpresa

### Trama
Dopo l'ennesimo disastro combinato da Emilio, Paolo decide di cacciarlo da casa sua così, l'uomo si reca nell'appartamento di un amico di Irene per prendere una stanza in affitto.
Anna, curiosa, legge il diario di Giovanna scoprendo così che la ragazza ha una relazione con Ivan e teme che il ragazzo possa far soffrire la figlia; Elisabetta incontra un vecchio amico del liceo con cui decide di rimanere in contatto.
Emilio scopre che nel suo nuovo appartamento vive anche Maddy, inconsapevole che Irene ha fatto tutto di proposito per farli finalmente mettere insieme; Elisabetta si confida con Anna perché disperata per il suo rapporto con Carlo che, trascurandola ormai da mesi, crede non la ami più.
L'amica quindi si reca da Carlo e gli regala un buono per una SPA e la sua prenotazione in un famoso ristorante di Milano da utilizzare la sera stessa per recuperare il rapporto con Elisabetta.
Accettando la proposta di Anna, Carlo si convince a lasciare in sua assenza Paolo nella cucina del Meneghino; durante la serata però Paolo è costretto ad andare da un ristorante ad un altro per cucinare dei piatti particolari richiesti nel suo ristorante.
La serata di Carlo ed Elisabetta procede a gonfie vele, fin quando Carlo non riceve una telefonata da parte di Paolo e Renato che lo avvisano di tornare per cucinare un suo cavallo di battaglia, ordinato dall'ispettore della stella Michelin; l'uomo prontamente lascia la moglie al ristorante per correre al Meneghino.
Dopo aver cucinato tutto alla perfezione Carlo scopre che la donna non lavora più per la rivista quindi, non era lì per assegnargli la stella.
Giovanna ed Ivan si vedono di nascosto nel ristorante, dopo la chiusura, e per poco non vengono scoperti dai Perrone anche se Anna fa capire alla figlia di aver intuito tutto; Elisabetta arrabbiata e delusa, dopo essere rimasta sola al ristorante, non rivolge più la parola a Carlo.
Alessia torna a Milano e decide di non frequentare più la scuola di cucina; la ragazza poco dopo presenta il suo nuovo ragazzo ai genitori di origini indiane.
- Ascolti: telespettatori 3.073.000 – share 11.88%[5]

## San Valentino
Paolo ha delle riserve su Salim, il fidanzato di Alessia, poiché ritiene che il ragazzo stia con la figlia solamente per interesse; nel frattempo, essendo il giorno di San Valentino Carlo vedendo Elisabetta sempre più distante decide di sorprenderla con un regalo e si affida ad un'idea infallibile di Renato.
Elisabetta nel frattempo comincia a sentirsi con un suo vecchio compagno di scuola; sotto consiglio di Irene, Emilio continua ad ignorare Maddy ottenendo così sempre di più il suo interesse.
Pedro, l'ex geloso di Irene, si presenta dal Terrone facendole una scenata di gelosia riguardo al suo finto matrimonio con Emilio; dopo l'intervento di Renato ed Emilio, solamente Anna riuscirà a stordire l'uomo con una padella.
Carlo regala ad Elisabetta un tablet, comprato da Renato, ma la donna quando lo vede va su tutte le furie e litiga con il marito lasciando il ristorante; poco dopo chiama Pietro ed i due passano una romantica serata in un cinema.
- Ascolti: telespettatori 3.498.000 – share 14.05%[6]

## Mangiare bene, vivere bene
Paolo riceve un telegramma dalla banca che lo informa del poco tempo a disposizione per saldare l'ipoteca sul ristorante; l'uomo dopo essersi recato in varie banche per un prestito, decide che l'unica soluzione rimane quella di ritornare a Pollica.
Carlo viene a sapere da Filippo dei problemi finanziari dei Perrone così, parlando con Anna viene a conoscenza che Paolo ha scritto un libro e, per aiutarli, propone il libro di Paolo ad un suo amico editore.
Paolo finge con Carlo di non avere alcun problema, ignaro che l'uomo sta aiutando la moglie con la pubblicazione del libro; nel frattempo Salim viene assunto, grazie all'intervento di Paolo, come lavapiatti nel Meneghino.
Giovanna, racconta a sua madre di essere andata a letto con Ivan ed, inoltre, è preoccupata perché teme di essere incinta; le due comprano un test di gravidanza che risulta negativo ma viene ritrovato da Paolo, che non sospetta però di Giovanna grazie all'intervento di Anna.
Paolo ed Anna si recano dall'editore che, decide di pubblicare il libro ma, proprio prima di firmare il contratto Paolo grazie ad una fotografia capisce che l'editore è un amico di Carlo e che l'uomo gli ha fatto un favore intercedendo per lui; l'uomo così orgoglioso rifiuta di pubblicare il libro.
Elisabetta continua a vedersi con Pietro, che la riempie di attenzioni e regali e dopo una cena romantica i due si baciano e l'uomo le propone di seguirlo e partire con lui a Ginevra.
- Ascolti: telespettatori 3.498.000 – share 14.05%[6]

## L'amore è un boomerang

### Trama
Tornata a casa dall'appuntamento con Pietro, Elisabetta confessa a Carlo della sua relazione con l'uomo e lo lascia decisa a partire per Ginevra; nel frattempo la tattica di Emilio nei confronti di Maddy continua, l'uomo continua ad ignorarla come suggeritogli da Irene e la donna continua a stuzzicarlo per farlo cedere.
Depresso per l'imminente ritorno a Pollica, Paolo viene sgridato da Alessia che lo sollecita a non arrendersi e a tentare il tutto per tutto per salvare il ristorante; Anna accoglie Elisabetta in casa sua ospitandola per la notte prima che questa parta con Pietro.
Paolo finalmente decide di pubblicare il libro e, anche se l'anticipo non è abbastanza per risolvere i loro problemi finanziari, ha un atteggiamento positivo; nel frattempo al Meneghino Salim, approfittando della confusione comincia a mettere di nascosto in alcuni piatti delle spezie.
Paolo, dovendo dormire sul divano, decide di recarsi a casa di Carlo con la scusa di confortarlo pur di avere un letto in cui dormire; approfittando della situazione Giovanna e Alessia escono di nascosto e vanno, insieme a Salim, a trovare Ivan nell'albergo dove è in ritiro.
A casa di Carlo la situazione è disperata, l'uomo è in preda alla tristezza e alla malinconia e Paolo non riesce a distrarlo dalla sua rottura con Elisabetta; il giorno seguente dal Terrone pranza Pietro che aspetta Elisabetta prima della loro partenza.
Carlo non riuscendo a rintracciare Elisabetta telefonicamente scopre, grazie a Renato, che la donna pranza con l'amante nel ristorante di fronte; precipitatosi nel locale Carlo dichiara il suo amore ad Elisabetta e prende a pugni Pietro, ma questo non cambia la situazione.
Dopo aver inseguito alla stazione la donna Carlo si rassegna, essendo arrivato dopo la partenza del treno; al suo ritorno al Meneghino però trova Elisabetta ad aspettarlo che ha cambiato idea, decisa a recuperare il rapporto con Carlo, così la coppia invita al Meneghino Paolo ed Anna per festeggiare il suo ritorno.
- Ascolti: telespettatori 3.299.000 – share 13.16%[7]

## Un quarto d'ora di celebrità

### Trama
Per aiutare Paolo con il suo libro, Carlo chiama Alessio Vinci conduttore di canale5, suo conoscente, affinché l'uomo possa fare pubblicità al libro all'interno del suo programma; l'uomo impressionato sia dalla cucina del Terrone che dal libro, decide di invitare sia Paolo che Carlo nel suo programma per parlare di cucina.
Giovanna si reca nell'albergo di Ivan per fargli una sorpresa ma, rimane sconvolta nel vedere il ragazzo abbracciarsi con un'altra ragazza; decide così di troncare ogni rapporto con lui e di non chiedergli neppure spiegazioni, come consigliatole da Alessia, non rispondendo neppure al telefono.
Dopo vari complimenti per i loro piatti, Carlo e Renato si insospettiscono e dopo aver osservato di nascosto Salim, scoprono che il ragazzo aggiunge le sue spezie di nascosto; Carlo decide così di licenziarlo.
Renato, consigliato da Emilio, continua a corteggiare goffamente Irene, i due vanno a cena la stessa sera in cui anche Emilio ha finalmente un appuntamento con Maddy; sia Emilio che Irene però sembrano distratti nel corso dei loro appuntamenti.
Salim comincia a lavorare di nuovo dal Terrone ma Alessia sembra infelice e propone al ragazzo di lasciare Milano ed andare a Nizza da un amico ma, il ragazzo rifiuta litigando così con Alessia.
Tutti si sintonizzano davanti alla televisione per seguire il programma di Alessio Vinci in cui sono ospiti Carlo e Paolo; nel corso della puntata un salutista, ospite del programma, provoca Paolo che perde le staffe in diretta e lascia lo studio.
Anna delusa dal comportamento del marito in diretta tv, si arrabbia con Paolo dicendogli di aver sprecato l'ultima possibilità rimasta per salvare il ristorante.
- Altri interpreti: Giampiero Mancini (Allenatore) Margherita Mannino (Barbara)
- Ascolti: telespettatori 3.299.000 – share 13.16%[7]

## Inganni e sorprese

### Trama
Dopo la sua partecipazione al programma tv, Paolo riscuote un enorme successo avendo il ristorante sempre tutto al completo; Alessia litiga ulteriormente con Salim riguardo alla loro mancata partenza per Nizza, così i due si lasciano.
Carlo nel frattempo ritrova l'armonia con Elisabetta e decide di prendersi un ulteriore giorno libero, visti anche i pochi clienti dal Meneghino, i due vanno fuori Milano in un vecchio casale e a fine giornata Carlo rivela alla moglie che vorrebbe acquistarlo in modo da passarci più tempo insieme.
Giovanna, al centro sociale, riceve la visita della stessa ragazza che abbracciava Ivan in albergo; la ragazza furiosa la caccia malamente senza neppure farla parlare.
Rimasto solo al ristorante, Renato decide di fare di testa sua e richiama Salim in cucina dove lo fa liberamente sperimentare con le sue spezie, ottenendo ottimi riscontri dai clienti.
Irene va ad aiutare Renato dal Meneghino, visto che ha preso tutti i clienti che il ristorante di Paolo aveva rifiutato per mancanza di coperti; questo scatena la gelosia di Emilio che, dopo aver ascoltato i racconti dell'appuntamento della sera precedente, crede che tra i due ci sia passione.
Al suo ritorno Carlo scopre che Salim è in realtà un ottimo cuoco; dopo aver assaggiato i suoi piatti decide di riassumerlo, come lavapiatti, e di tanto in tanto gli concederà di contribuire in cucina.
Alessia rende a Salim il suo regalo, un sari molto antico, scoprendo che in realtà questo aveva un significato più profondo ovvero è un abito da sposa; il ragazzo le dice di tenere il sari fin quando non avrà deciso se sposarlo o meno.
- Altri interpreti: Margherita Mannino (Barbara) Giampiero Mancini (Allenatore)
- Ascolti: telespettatori 3.658.000 – share 14.07%[8]

## La corsa contro il tempo

### Trama
È il giorno dell'asta e mancano solo poche ore alla perdita definitiva del ristorante; Paolo riceve una telefonata dal suo editore che vuole parlargli urgentemente, una volta lì incontra un rappresentante di una casa editrice del Regno Unito che vuole i diritti d'autore del suo libro, così Paolo gli dice che accetterà come offerta solo la rimanete somma necessaria a salvare il ristorante, il rappresentante accetta.
Ivan capisce che Giovanna crede che lui e sua sorella stiano insieme, così chiede disperato alla sorella di andare al suo posto, visto che sta partendo con la squadra, a chiarire il malinteso con Giovanna.
Paolo si reca in banca per prendere la somma versatagli dal rappresentante, e necessaria per bloccare l'asta, ma per dei tempi tecnici è costretto a ritornarci un'ora prima dell'apertura dell'asta.
Giovanna e Barbara chiariscono il malinteso e corrono in auto cercando di parlare con Ivan prima che questo parta; le due giungono appena in tempo e fermano il pullman così che Giovanna riesce a chiarire con il ragazzo scusandosi per il malinteso.
Emilio continua ad aiutare Renato nel suo corteggiamento con Irene ma, ad un certo punto, decide di tirarsi indietro e confessa alla donna di essersi innamorato di lei; la donna ricambia i suoi sentimenti e i due si baciano.
Paolo, con l'aiuto di Carlo, riesce ad ottenere, dopo una lunga trattativa con la banca, l'assegno necessario e si reca pochi istanti prima dell'apertura dell'asta bloccando tutto.
Finalmente il ristorante è salvo e i Perrone invitano i Conforti a festeggiare; i festeggiamenti saranno interrotti dall'annuncio di Salim e Alessia che hanno deciso di sposarsi.
- Altri interpreti: Margherita Mannino (Barbara) Giampiero Mancini (Allenatore)
- Ascolti: telespettatori 3.658.000 – share 14.07%[8]

## Chi parte e chi resta

### Trama
Carlo e Paolo, con le rispettive famiglie, partono per l'India dove Alessia sposerà Salim come vuole la tradizione di quel paese. Emilio ed Irene restano invece a Milano per occuparsi di Giovanna e Filippo.
All'ultimo momento i Conforti e i Perrone vengono dirottati da Salim verso Istanbul, scoprendo così che la famiglia del giovane indiano vive lì e suo padre è addirittura un miliardario autoritario ed invadente. La brutta sorpresa è che anni addietro l'uomo ha promesso di far sposare Salim con la figlia di un suo socio in affari e ora, a pochi giorni dal matrimonio di Alessia, vuole che il patto venga rispettato.
- Ascolti: telespettatori 3.961.000 – share 15.50%[9]

## Un matrimonio indiano

### Trama
Alessia e Salim provano a scappare verso l'Italia con l'aiuto di Carlo e Paolo, ma il padre di Salim li trova e obbliga il figlio ad andare verso il suo destino. Il matrimonio è organizzato in tutta fretta e sta anche per essere celebrato, ma i due sposi obbligati si oppongono con forza ad un passo dal fatidico sì e così in quella stessa festa si celebra l'unione sacra tra Alessia e Salim. Di ritorno a Milano, Carlo ed Elisabetta riabbracciano il figlio Federico, mentre a sorpresa torna anche Lucia, accolta felicemente da Renato.
Nella piazzetta e sotto la luce delle telecamere Paolo e Carlo sfidano il critico Ruben Celeste, che sempre li aveva aspramente criticati. I due chef preparano un piatto che unisce le loro arti e la cucina del Nord con quella del Sud: quest'improvvisazione, però, sembra essere un forte azzardo per far ricredere sul loro conto il duro critico. Intanto, dal "Terrone", la misteriosa donna incinta che spiava Emilio si ferma in preda alle doglie e finisce per partorire nel ristorante chiuso aiutata un po' da tutti. La donna, felice, annuncia a sorpresa che il padre del neonato non è altro che Emilio. Leone, di ritorno dalla sua vacanza, propone a Paolo di comprare le sue quote del Meneghino; l'uomo decide di pensarci scatenando così l'ira di Carlo.
- Altri interpreti: Matteo Reza Azchirvani (Marco), Zerrin Arikan (Kirti)
- Ascolti: telespettatori 3.961.000 – share 15.50%[9]